# Flight of Fear (Kings Island)
Flight of Fear (eerder Outer Limits: Flight of Fear) is een overdekte lanceerachtbaan in het Amerikaanse attractiepark Kings Island.

## Geschiedenis
De Flight of Fear werd gebouwd door Premier Rides en in 1996 geopend onder de naam Outer Limits: Flight of Fear. De achtbaan was gethematiseerd naar de Amerikaanse televisieprogramma The Outer Limits. Flight of Fear is de eerste achtbaan met een LIM-lancering.
In 2000 verliep de licentie voor de thematisering en werd het Outer Limits thema verwijderd. Tegelijkertijd werden de veiligheidsbeugels vervangen voor een ander type. Het nieuwe thema van de achtbaan is nog wel UFO-gerelateerd met verwijzingen naar Hanger 18 op de Wright-Patterson Air Force Base.

## Lay-out
De rit begint met een lancering waarna de achtbaantrein een compacte baan met vier inversies wordt doorlopen.
Dezelfde baan lay-out is gebruikt voor vijf andere achtbanen. Naast de Flight of Fear in Kings Island en de Flight of Fear in Kings Dominion staan de andere banen in:
- Six Flags America onder de naam Joker's Jinx
- Six Flags Fiesta Texas onder de naam Poltergeist
- Discoveryland onder de naam Mad Cobra (verplaatst vanaf Suzuka International Racing Course)
- Suzuka Circuit onder de naam Mad Cobra (afgebroken)
- Kings Dominion onder de naam Flight of Fear